# جيرد زيمارمان (لاعب كرة قدم)
جيرد زيمارمان (بالألمانية: Gerd Zimmermann)‏ هو لاعب كرة قدم ألماني، ولد في 26 سبتمبر 1949. شارك مع منتخب ألمانيا تحت 23 سنة لكرة القدم ‏. أما مع النوادي، فقد لعب مع بوروسيا مونشنغلادباخ وفورتونا دوسلدورف وفورتونا كولن.

## وصلات خارجية
- جيرد زيمارمان على موقع قاعدة بيانات كرة القدم.إي يو (الإنجليزية)
- جيرد زيمارمان على موقع بيانات كرة القدم. دي إي (الألمانية)
- جيرد زيمارمان على موقع عالم كرة القدم.نت (الإنجليزية)